# Lady Pank
Lady Pank – polski zespół muzyczny założony w 1981 we Wrocławiu przez Jana Borysewicza i Andrzeja Mogielnickiego.
Pierwszy oficjalny koncert pod szyldem Lady Pank zagrali 14 sierpnia 1982 w Warszawie z okazji otwarcia studenckiego klubu Park, wystąpili w składzie: Jan Borysewicz – wokal i gitara; Edmund Stasiak – gitara; Paweł Mielczarek – gitara basowa; Andrzej Polak – perkusja. Od tamtej pory skład zespołu wielokrotnie ulegał zmianie, a grupa wydała ponad 20 płyt studyjnych i wylansowała liczne przeboje, m.in. „Tańcz głupia, tańcz”, „Kryzysowa narzeczona”, „Mniej niż zero”, „Fabryka małp”, „Wciąż bardziej obcy”, „Sztuka latania”, „Zawsze tam, gdzie ty”, „Zostawcie Titanica”. Za sprzedaż albumów uzyskali dwie platynowe płyty i sześć złotych.
Lady Pank pozostaje jednym z najpopularniejszych zespołów muzycznych w historii polskiego rocka.

## Geneza nazwy
Nazwa zespołu została zaczerpnięta z tytułu pierwszego utworu nagranego przez zespół – „Mała Lady Punk”, która została skrócona o pierwszy człon, a słowo „punk” zostało zapisane fonetycznie, aby nie sugerować powiązań ze stylem punk rockowym i subkulturą punkową.

## Historia

### Początki (1981–1982)

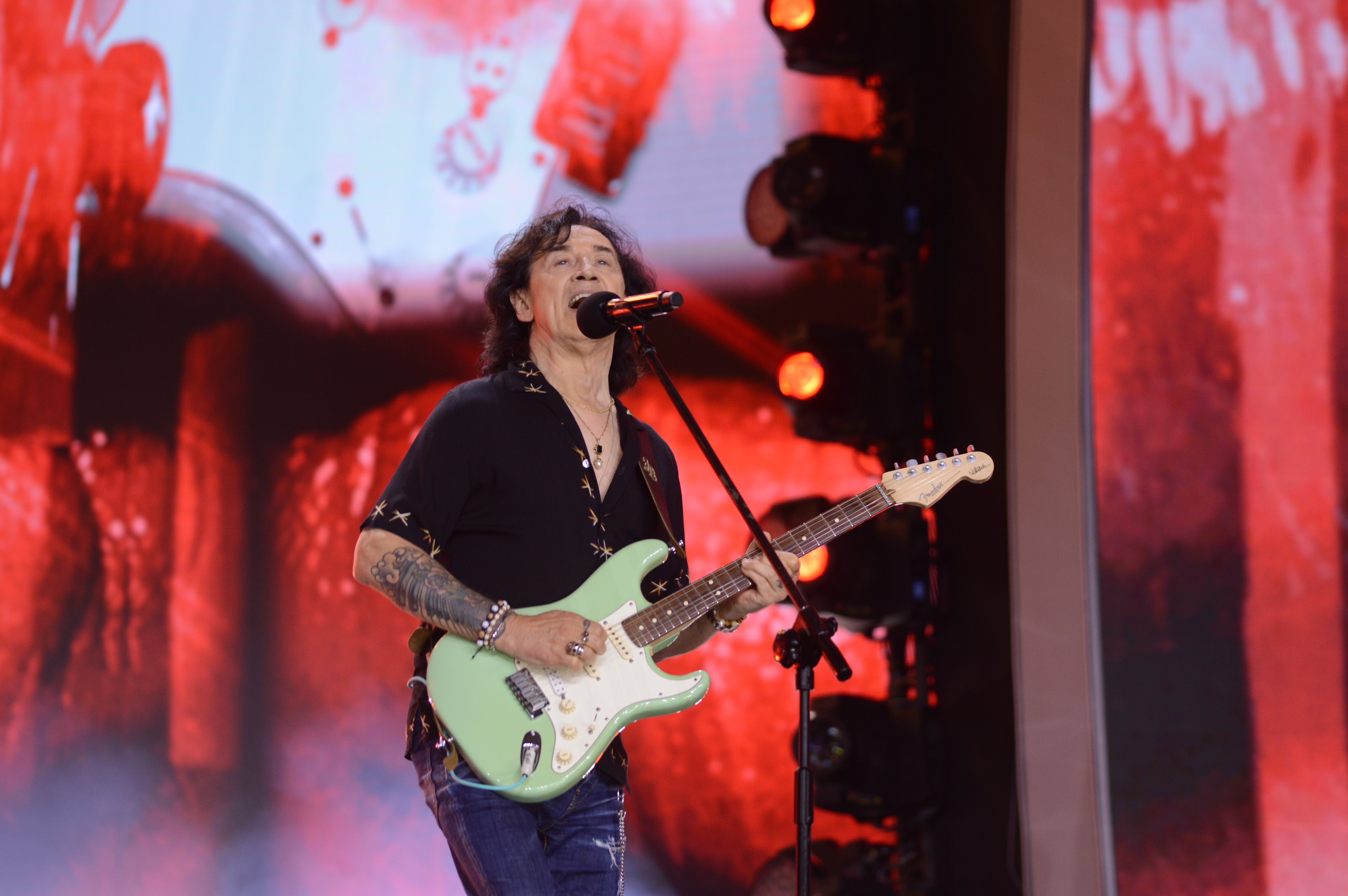
Jan Borysewicz – lider zespołu, gitarzysta, kompozytor

Zespół Lady Pank został założony pod koniec 1981, tuż po odejściu z Budki Suflera Jana Borysewicza i Andrzeja Mogielnickiego. Pierwszy utwór – „Mała Lady Punk” – Borysewicz nagrał z basistą Wojciechem Bruślikiem i perkusistą Andrzejem Dylewskim w grudniu 1981 w krakowskim studio Teatru STU podczas sesji nagraniowej do płyty Układy Izabeli Trojanowskiej. W tym czasie zespół nie miał jeszcze ustalonego stałego składu. Borysewicz i Mogielnicki rozważali także nazwę zespołu – wśród propozycji padł „Żuzel”, ostatecznie zdecydowali się na „Lady Pank”, która została zaczerpnięta z tytułu ich pierwszej piosenki.
W marcu 1982 Borysewicz, Bruślik i Dylewski odbyli pierwsze wspólne próby. Pod koniec kwietnia wystąpili z Tadeuszem Nalepą na Rawa Blues Festival w Katowicach, w tym czasie współpracowali też z Izabelą Trojanowską, towarzysząc jej na koncertach w charakterze akompaniatorów. Borysewicz po jednym z koncertów we Wrocławiu zaproponował współpracę perkusiście Andrzejowi Polakowi i basiście Pawłowi Mielczarkowi. Do zespołu dołączył też drugi gitarzysta Edmund Stasiak. W tym składzie muzycy zrealizowali nagrania w krakowskim studio Teatru STU. Wsparci finansowo przez Stanisława Cejrowskiego z Polskiego Stowarzyszenia Jazzowego nagrali instrumentalne wersje utworów: „Minus 10 w Rio”, „Tańcz, głupia, tańcz”, „Vademecum skauta” i „Mniej niż zero”, do których jeszcze tego samego roku ścieżki wokalne dograł, zaproszony do zespołu przez Mogielnickiego, Janusz Panasewicz. Po ukończeniu zasadniczej służby wojskowej został głównym wokalistą grupy.
W sierpniu 1982 w warszawskim klubie Park odbył się pierwszy oficjalny występ zespołu w składzie – Borysewicz, Stasiak, Mielczarek i Polak. W tej konfiguracji zagrali łącznie pięć koncertów; przed występem w Parku zagrali na Rock Arenie w Poznaniu, następnie w Świnoujściu i w warszawskim klubie Akcent, a ostatni koncert w tym składzie zagrali w Jaśle. Do grupy dołączył Wojciech Kwapisz w charakterze menedżera. W Warszawie założono pierwszy fanklub zespołu pod nazwą „Kilimandżaro”, inspirowaną kolejną piosenką z repertuaru zespołu – „Moje Kilimandżaro”. W tym czasie nakładem wytwórni Tonpress ukazał się pierwszy singel grupy – „Mała Lady Punk” / „Minus 10 w Rio”, a oba utwory dotarły do pierwszego miejsca na Radiowej liście przebojów Programu I. Po odejściu Polaka i Mielczarka z zespołu Borysewicz zaproponował współpracę kolejnym muzykom, wśród nich byli basista Mieczysław Jurecki i perkusista Wojciech Morawski. Ostatecznie do Borysewicza, Panasewicza i Stasiaka dołączyli basista Paweł Mścisławski i perkusista Jarosław Szlagowski, którzy odeszli z Oddziału Zamkniętego.
Jesienią 1982 występem w Kaliszu zespół rozpoczął koncerty w nowym składzie. W grudniu wystąpił na festiwalu Zderzenia rockowe w Katowicach. W tym okresie ich muzyka oscylowała wokół rozwijającej się wówczas nowej fali.

### Największa popularność (1983–1985)
Szczyt popularności Lady Pank przypadł na rok 1983. Zespół zagrał wiele koncertów – ich liczbę szacuje się między 200 a 400. Muzycy wystąpili m.in.: na Rock Arenie w Poznaniu, na koncercie podczas 20. Krajowego Festiwalu Piosenki Polskiej w Opolu oraz na festiwalu Rock na Wyspie we Wrocławiu. Ponadto wystąpili w filmie Pawła Karpińskiego To tylko rock (1984). W marcu rozpoczęli nagrania debiutanckiej płyty, poprzedzone dwutygodniowymi próbami. Album, zatytułowany po prostu Lady Pank, ukazał się w czerwcu 1983 nakładem Tonpressu. Płyta była przez krytyków porównywana brzmieniowo do popularnej wówczas grupy The Police, a kilka utworów z albumu osiągnęło status radiowych przebojów; sześć z nich – „Kryzysowa narzeczona”, „Mniej niż zero”, „Moje Kilimandżaro”, „Wciąż bardziej obcy”, „Zamki na piasku” i „Fabryka małp” – dotarło do pierwszego miejsca na Liście przebojów Programu Trzeciego. Zespół na listach przebojów konkurował głównie z Republiką, ale też z innymi grupami rockowymi, m.in. Perfectem, Oddziałem Zamkniętym, Lombardem, Bajmem czy Maanamem. Zdobył uznanie w ogólnopolskich plebiscytach podsumowujących rok 1983 w muzyce – w konkursie magazynu „Non Stop” zwyciężył w kategoriach: „zespół wokalno-instrumentalny” i „przebój roku” (za „Mniej niż zero”), a Borysewicz został uznany najlepszym, kompozytorem, wokalistą i instrumentalistą. Grupa wygrała plebiscyt na zespół roku, organizowany przez tygodnik „Razem”, a jej muzycy triumfowali w kategoriach: gitarzysta, basista i perkusista. W listopadzie zespół zagrał galowy koncert w Hali Gwardii w Warszawie, który zarejestrowała Telewizja Polska.
W kwietniu 1984 wystąpił w Sali Kongresowej z okazji 100. wydania Listy przebojów Programu Trzeciego. W tym samym roku grupa wystąpiła na Rock Arenie w Poznaniu i na festiwalu Rock nad Bałtykiem, a na 21. KFPP w Opolu zaprezentowała m.in. premierowy utwór „To jest tylko rock and roll” . Latem nakładem Savitoru ukazał się album pt. Ohyda, który zespół nagrał jeszcze w 1983. Na listach przebojów znalazły się utwory, m.in.: „Zabij to”, „A to ohyda” czy „Tango stulecia”. W ramach promocji płyty muzycy nakręcili z reżyserem Jerzym Fedakiem telewizyjny program fabularyzowany pt. Blady pank to ohyda, podczas którego zaprezentowali utwory z albumu. Program został wyemitowany premierowo przez katowicki oddział TVP. Oprócz tego, na prośbę Marii Koterbskiej, która wówczas obchodziła swoje 60. urodziny, nagrali swoją interpretację jej „Augustowskich nocy”; piosenka dotarła do szóstego miejsca Listy przebojów Programu Trzeciego. Poza tym wykonali cover „Białej flagi” Republiki. Wówczas zaczęła tworzyć się rywalizacja fanów Lady Pank z fanami zespołu Republika. Muzycy zespołów znali się prywatnie i nie wywoływali konfliktów, co w 1987 przypieczętowano tekstami Grzegorza Ciechowskiego do albumu pt. Tacy sami. W 1984 kontynuowali serię licznych koncertów po Polsce. 23 listopada na koncercie w Katowicach odebrali złote płyty za albumy Lady Pank i Ohydę; pierwszy sprzedał się w nakładzie 220 tys. oficjalnych sztuk, a drugi – 150 tys. egzemplarzy. W tym czasie trójmiejska firma Karolina we współpracy z Polskim Stowarzyszeniem Jazzowym wydała kasetę pt. Live, zawierającą zapis filmowy koncertu Lady Pank w Hali Gwardii w 1983. Zespół triumfował w plebiscycie magazynu „Non Stop”, wygrywając w kategorii „zespół wokalno-instrumentalny”. Również w 1984 premierę miał pierwszy odcinek serialu TVP O dwóch takich, co ukradli księżyc, do którego Borysewicz, wspomagany wokalnie przez Panasewicza, nagrał muzykę.
Na początku 1985 zespół nagrał utwór „Sztuka latania”, z którym dotarł do pierwszego miejsca Listy przebojów Programu Trzeciego i który – obok utworu „Banalna rzecz – C’est la vie” – ukazał się na kompilacji utworów różnych wykonawców, także zatytułowanej Sztuka latania. W tym czasie muzycy Lady Pank nagrali także utwór „Raport z N.” i pracowali nad anglojęzycznymi wersjami utworów z pierwszej płyty, które przygotowali z myślą o koncertach za granicą.

### Próba kariery za granicą (1985–1986)

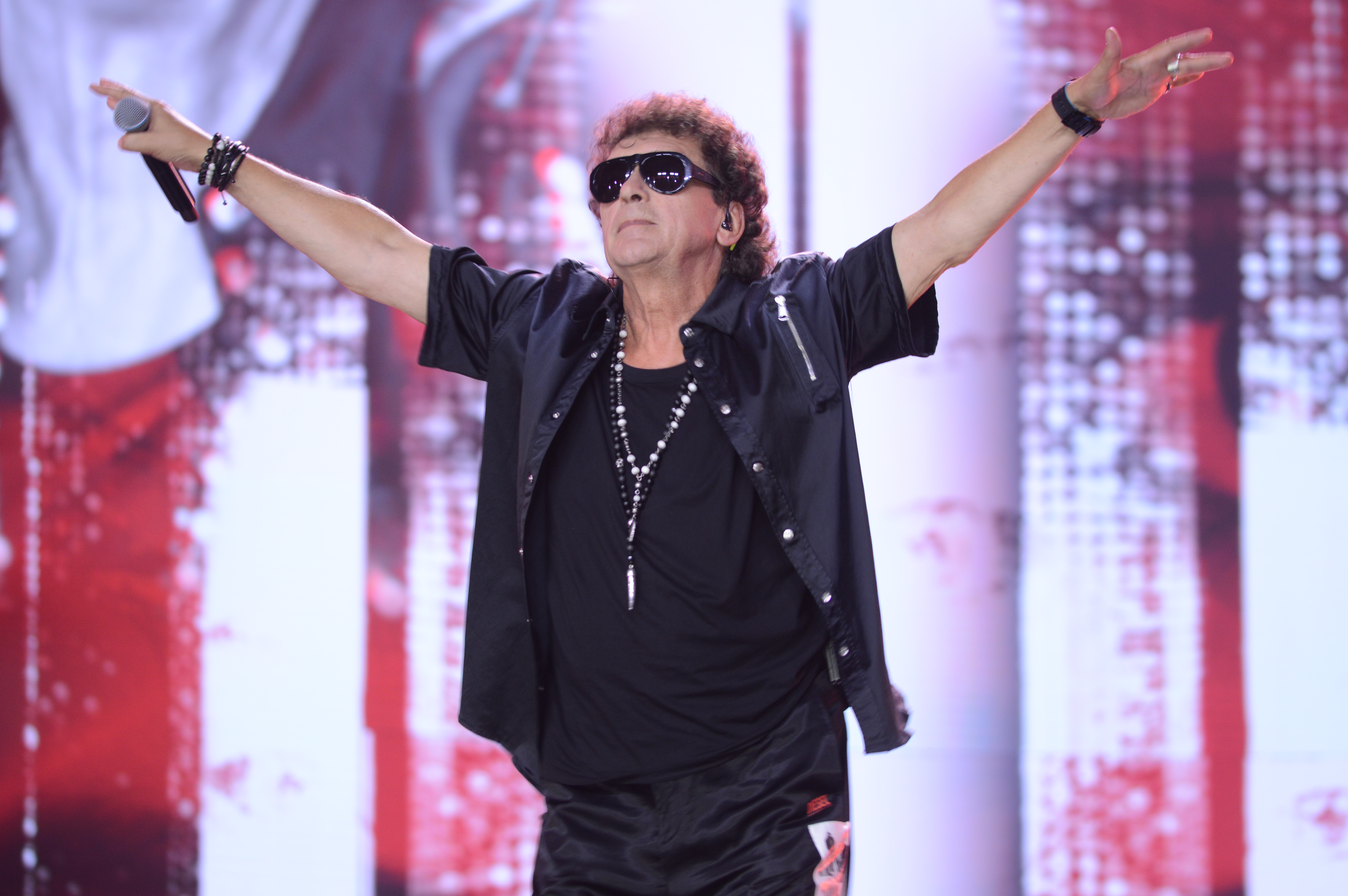
Janusz Panasewicz – frontman, wokalista zespołu

Efektem sesji nagraniowej był album pt. Drop Everything, będący anglojęzyczną wersją ich debiutu z 1983, nad którą pracowali z tłumaczem, Tomem Wachtelem. Po zaprezentowaniu płyty przez promotora Grzegorza Kuczyńskiego na targach muzycznych „Midem” w Cannes zespołowi zaproponowano wydanie płyty w Stanach Zjednoczonych. W marcu muzycy wyjechali do USA, gdzie odbyli trzytygodniową trasę promocyjną obejmującą kilka koncertów (m.in. dwa w Los Angeles) oraz serię wywiadów i występ w programie American Bandstand. Wydaną na amerykańskim rynku płytę promowali singlem „Minus Zero”, do którego zrealizowali teledysk w reż. Zbigniewa Rybczyńskiego. O ich pobycie w USA pisała amerykańska prasa, m.in. „Newsweek” i „The Washington Post”. W tym okresie management Lady Pank odrzucił propozycję wspólnej trasy koncertowej zespołu z Madonną, ze względu na różnice stylistyczne obu muzycznych bytów. Po powrocie do Polski zespół promował utwór „Someone’s Round the Corner”, który dotarł do pierwszego miejsca na Liście przebojów Programu Trzeciego. Jeszcze w pierwszej połowie 1985 muzycy wystąpili na Rock Arenie w Poznaniu oraz podczas koncertu „Mikrofon i Ekran” w ramach 22. KFPP w Opolu, gdzie zagrali utwory „Raport z N.” i „Czas na mały blues”. W drugiej połowie roku, w ramach promocji za granicą, zagrali koncert w Camden Palace w Londynie i wystąpili na festiwalu Ruisrock w Finlandii oraz na 7. Festiwalu Młodzieży i Studentów w Moskwie. Po okresie promocji w USA z zespołu odszedł Jarosław Szlagowski, który przeszedł do Maanamu. W sierpniu zespół wystąpił gościnnie na festiwalu w Sopocie, gdzie zagrał z perkusistą Andrzejem Dylewskim, który wcześniej wziął udział w nagraniu debiutanckiego utworu zespołu – „Mała Lady Punk”. Ponadto w roli saksofonisty jako muzyk towarzyszący pojawił się Wojciech Szczęch znany z występów w grupie Jan Kowalski. Na festiwalu wykonali 15 piosenek, w tym premierowy utwór „On Top”; występ był nagrywany przez telewizję, a jego zapis wideo traktowany był przez muzyków jako materiał promocyjny zespołu za granicą. Latem wydali singel z piosenkami „Raport z N.” / „Rysunkowa postać”; druga piosenka została ich kolejnym przebojem z pierwszego miejsca na liście Listy przebojów Programu Trzeciego. We wrześniu zagrali na festiwalu Pożegnanie lata z Jarmarkiem na Stadionie Dziesięciolecia w Warszawie. W październiku 1985 występami w Sali Kongresowej w Warszawie zainaugurowali serię spektakli muzycznych pt. „Jacek i Placek, czyli Lady Pank w poszukiwaniu krainy leniuchów”, inspirowanych materiałem muzycznym nagranym przez Borysewicza i Panasewicza do serialu animowanego O dwóch takich, co ukradli księżyc.
W grudniu 1985 rozpoczęli nagrania nowego albumu. Poza tym planowali nagranie drugiej anglojęzycznej płyty z myślą o kontynuowaniu kariery w Stanach Zjednoczonych, jednak zrezygnowali z tego pomysłu. Muzycy ostatecznie porzucili dalsze próby robienia kariery w USA, głównie z powodu słabej znajomości języka angielskiego i niezadowolenia ze zbyt dużej ingerencji w wizerunek i twórczość zespołu. Efektem znaczącej ingerencji w twórczość grupy był m.in. całkowicie napisany i skomponowany przez Phila Garlanda utwór „Sly” odbiegający stylistycznie od dotychczasowych dokonań zespołu. W 1986 utwór ukazał się na singlu obok utworu „This Is Only Rock’n’Roll”.
30 marca 1986 zespół wystąpił z utworem „Minus Zero” na Tokio Music Festival, na którym odebrali wyróżnienie za wykonanie, a Borysewicz otrzymał także nagrodę dla najlepszego kompozytora.

### Kryzys grupy (1986–1987)
Wiosną 1986 muzycy zagrali kolejną serię koncertów po Polsce, w tym czasie zaczęli odczuwać mniejszy popyt na swoje występy ze strony publiczności, co objawiało się m.in. wolniejszą sprzedażą puli biletów. Jednocześnie w zespole narastał konflikt między Kwapiszem a Mogielnickim, który nasilił się w maju podczas pobytu Lady Pank w Chociebużu, gdzie wystąpili na Spotkaniach Przyjaźni Młodzieży NRD i Polski wykonując utwór "Oh, Luczija". Również w 1986 wydali pierwszy album zawierający ścieżkę dźwiękową O dwóch takich, co ukradli księżyc.
1 czerwca 1986 podczas koncertu z okazji Dnia Dziecka na Stadionie Olimpijskim we Wrocławiu pijany Borysewicz obnażył przyrodzenie przed publicznością oraz zwyzywał ze sceny zaczepiających go widzów. Wydarzenie wywołało ogólnopolski skandal, a działalność Lady Pank na mocy decyzji Ministerstwa Kultury i Sztuki została zawieszona. Jednocześnie współpracę z zespołem zakończył Andrzej Mogielnicki, który nieprzychylnie wypowiedział się w mediach o wybryku Borysewicza. Zupełnie przypadkowo okładka albumu LP 3 – nigdy nie za wiele rokendrola! (autorstwa Mścisławskiego), którego promocja przypadła na czerwiec 1986, przedstawiała ludzika ze zsuniętymi spodniami, co podsyciło negatywną atmosferę w mediach panującą wokół zespołu i Jana Borysewicza. O skandalu we Wrocławiu powstał krótkometrażowy film dokumentalny pt. Mniej niż zero (reż. Andrzej Titkow).
Album LP 3 – nigdy nie za wiele rokendrola! był promowany tylko jednym singlem – „Osobno”, który dotarł do piątego miejsca Listy przebojów Programu Trzeciego. Teledysk do tego utworu dotarł do czwartego miejsca Telewizyjnej Listy Przebojów. Płyta spotkała się z chłodnym odbiorem ze strony dziennikarzy. W corocznym plebiscycie magazynu „Non Stop” zespół triumfował w niechlubnej kategorii „rozczarowanie muzyczne”, lecz jednocześnie zajął drugie miejsce w kategorii „grupa roku”.

### Zmiana kierunku muzycznego (1987–1989)
Z początkiem 1987 zespół powrócił do działalności scenicznej, ale już bez Dylewskiego, który wyemigrował do USA; rolę perkusisty Lady Pank przejął Wiesław Gola. Skład poszerzył się również o grającego na instrumentach klawiszowych Jerzego Suchockiego. Zespół pierwsze koncerty po powrocie zagrał 21 stycznia w Ursusie, a następny – cztery dni później w Domu Muzyki i Tańca w Zabrzu, następnie wyruszył w trasę po całej Polsce. Po odejściu Mogielnickiego teksty piosenek dla zespołu zaczęli pisać Zbigniew Hołdys, Grzegorz Ciechowski, Marek Dutkiewicz i Jacek Skubikowski. W tym czasie Wojciech Kwapisz zakończył współpracę menedżerską z zespołem, a nowym menadżerem Lady Pank został Andrzej Staszak. Za jego namową Borysewicz latem 1987 napisał utwór „Stanie się cud” z myślą o wykonywaniu go podczas koncertów charytatywnych. W nagraniu piosenki brali udział także muzycy z zespołów: TSA, Kombi i Lombard, a gotowy utwór wykonywali na koncertach dobroczynnych pod hasłem „Nasz Wspólny Świat”, z których dochód przekazali na rzecz fundacji „Fundusz Solidarności”, wspierającej mieszkańców krajów Trzeciego Świata. Piosenka dotarła do pierwszego miejsca na Liście przebojów Programu Trzeciego. Jeszcze w 1987 zespół wylansował kolejne przeboje – „To, co mam” i „Tacy sami”, które dotarły do kolejno: pierwszego i drugiego miejsca na Liście przebojów Programu Trzeciego. Utwory te zwiastowały nowy kierunek muzyczny zespołu oparty na cięższej sekcji rytmicznej i dominującej roli instrumentów klawiszowych oraz mocno przesterowanej gitary Jana Borysewicza. Pod koniec roku grupa została okrzyknięta zespołem roku w corocznych plebiscytach tygodników „Zarzewie” i „Non Stop”.
Na początku 1988 muzycy odbyli kolejną trasę koncertową po Polsce. Wiosną w formie teledysków zaprezentowali kilka nowych piosenek, w tym „Zostawcie Titanica”, która stała się kolejnym hitem w ich repertuarze i dotarła do pierwszego miejsca na Liście przebojów Programu Trzeciego oraz „John Belushi” i „Ratuj tylko mnie”, które spotkały się już z mniejszym zainteresowaniem ze strony słuchaczy. W tym czasie zakończyli współpracę z Andrzejem Staszakiem, a ich nowym menadżerem został Krzysztof Zakreta. Latem wyruszyli do USA, gdzie zagrali serię koncertów dla polonii, wystąpili m.in. na festiwalu Chicago’s Lakefront Polish Festival. W trakcie pobytu w Stanach członkowie zespołu chcieli się odciąć od Borysewicza i kontynuować działalność zespołu bez niego, czego nie zaakceptował Janusz Panasewicz. Doszło do podziału grupy – Borysewicz i Panasewicz występowali razem jako Lady Pank, a reszta muzyków jako The Mix. Po zakończeniu trasy z zespołu odeszli Edmund Stasiak, Paweł Mścisławski i Wiesław Gola. Edmund Stasiak założył zespół Emigranci, zaś Paweł Mścisławski i Wiesław Gola zakończyli ostatecznie swoje kariery muzyczne osiadając w USA na stałe. Jesienią 1988 nakładem amerykańskiej firmy KZ Electronic wydali czwarty album studyjny Lady Pank pt. Tacy sami, który był ich pierwszym wydawnictwem wydanym na CD. Na płycie umieścili m.in. singiel „Oglądamy film”, który dotarł do czwartego miejsca na Liście przebojów Programu Trzeciego. W corocznym podsumowaniu magazynu „Non Stop” zajęli pierwsze miejsce w kategorii zespół roku. W tym samym roku Borysewicz – pod kryptonimem Jan Bo – wydał swój pierwszy, solowy album pt. Królowa ciszy, na którym umieścił autorskie kolędy i pastorałki.

### Zmiany personalne i zawieszenie działalności (1989–1991)
W marcu 1989 Borysewicz i Panasewicz powrócili z amerykańskiej trasy do Polski. Wiosną wydali drugi album ze ścieżką dźwiękową do O dwóch takich, co ukradli księżyc, nad którym pracowali z Jackiem Cyganem. Wkrótce do ich zespołu ponownie dołączył Jarosław Szlagowski, zajmując miejsce Wiesława Goli. Do grupy dołączył też Kostek Joriadis. Podczas koncertów w Czechosłowacji zespół wspomagał basista Bogdan Kowalewski, a tuż przed wyjazdem Lady Pank na koncerty w ZSRR jego miejsce zajął Robert Jaszewski. W 1990 do Borysewicza, Panasewicza i Szlagowskiego ponownie dołączył Bogdan Kowalewski, z którym zagrali kilka koncertów na Ukrainie. Kilka miesięcy później jego miejsce w Lady Pank zajął Piotr Urbanek. Zespół wypromował kolejny przebój – balladę „Zawsze tam, gdzie ty”, która dała tytuł kolejnemu albumowi i zadecydowała o jego popularności. Album Zawsze tam gdzie ty, nagrywany wiosną 1990, brzmiał zdecydowanie ciężej niż poprzednie płyty zespołu. Koncertowy program zespołu uzupełniał pierwszy przebój Borysewicza napisany jeszcze dla Budki Suflera, „Nie wierz nigdy kobiecie”. Również w 1990 zespół zagrał kilka utworów w ramach koncertu Rock Opole na 27. KFPP w Opolu i odbył kolejną trasę koncertową dla amerykańskiej Polonii. Został wydany też świąteczny maxi-singel „Gwiazdkowe dzieci” / „Gwiazda na wietrze”, nagrany jeszcze z Edmundem Stasiakiem, Pawłem Mścisławskim i Andrzejem Dylewskim, który razem z Królową ciszy złożył się na reedycję tego albumu na CD nazwaną Jan Borysewicz – Pastorałki.
W lipcu 1991 zespół wystąpił z wiązanką swoich przebojów podczas Trzech Dekad Rocka w Polsce w Sopocie, po czym znów wylecieł do USA, gdzie wkrótce ponownie zawiesił działalność. W tym czasie media lansowały kolejne utwory z albumu Zawsze tam, gdzie ty, m.in. „Co mnie to obchodzi” i „Niedokończoną ulicę”. W telewizji często emitowany był teledysk do utworu „Zawsze tam, gdzie ty”. Mimo że zespół nie funkcjonował, nadal cieszył się ogromną popularnością w mediach. Tego samego roku ukazała się pierwsza składanka grupy pt. The Best of Lady Pank. W 1992 Borysewicz powrócił do projektu Jan Bo, do którego rekrutował basistę Wojtka Pilichowskiego i perkusistę Wojciecha Morawskiego, a efektem ich współpracy była płyta pt. Wojna w mieście. W tym samym czasie Urbanek i Joriadis utworzyli zespół Human, Szlagowski powrócił do Oddziału Zamkniętego, zaś Panasewicz pozostawał w Chicago, gdzie okazyjnie koncertował z Ryszardem Sygitowiczem i grupą Wander Band.

### Wznowienie działalności (1994–1997)

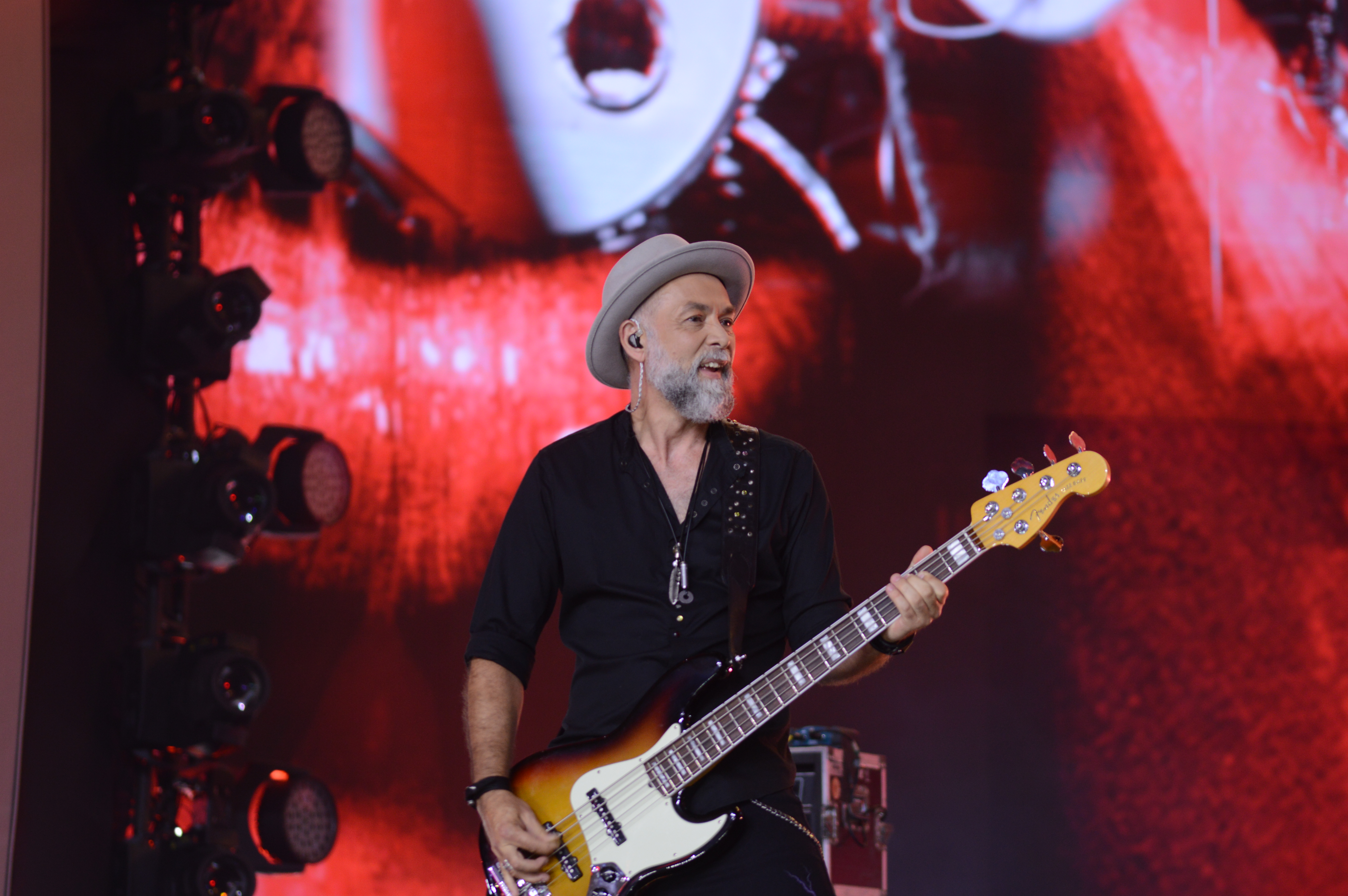
Krzysztof Kieliszkiewicz – basista

W 1993 Borysewicz koncertował w USA. Podczas jednego z koncertów gościnnie wystąpił z nim Panasewicz. Entuzjastyczna reakcja publiczności zachęciła obu muzyków do reaktywacji Lady Pank. W 1994 wznowili działalność zespołu z nowymi muzykami. Do zespołu dołączyli: Krzysztof Kieliszkiewicz (gitara basowa), Kuba Jabłoński (perkusja) i Andrzej Łabędzki (gitara rytmiczna). W marcu i kwietniu zespół nagrał materiał na pierwszy album w nowym składzie. W maju zagrał w warszawskim klubie Van Beethoven pierwszy koncert po reaktywacji, następnie wystąpił w Muzycznym Studiu Polskiego Radia. Zarejestrowany materiał z koncertu ukazał się na albumie pt. Trójka Live! (wyd. 2008). Na przełomie wiosny i lata 1994 rozpoczął trasę koncertową po Polsce, zagrał również m.in. na festiwalu „Rock Opole”. We wrześniu wydał album pt. Na Na, na którym Panasewicz zadebiutował w roli autora tekstów, pisząc słowa do piosenek „Młode orły” i „Rozbitkowie”. Największymi przebojami z albumu stały się utwory: „Na na” i „Na co komu dziś”, który dotarł do trzeciego miejsca na Liście przebojów Programu Trzeciego. W grudniu 1994, zespół wspomagany przez Wojciecha Olszaka i Piotra Wolskiego, dał akustyczny koncert w studio Radia Łódź. W 1995 wydał poprawiony zapis audio z koncertu na albumie pt. Mała wojna – akustycznie. Zapis wideo z koncertu został wydany dopiero 22 lata później na płycie DVD z kolekcji Bez prądu. 
W 1995 zespół wystąpili na festiwalach: Rockstock we Wrocławiu i Seven Festival w Węgorzewie. Wydał też album kompilacyjny pt. Gold, na którym umieścił swoje największe przeboje oraz premierowy utwór „Zakrętka”, nagrany w trakcie sesji do albumu Na na. Wsparł również działania Wielkiej Orkiestry Świątecznej Pomocy, grając podczas finałowego koncertu w katowickim Spodku oraz włączył się w serię koncertów pod hasłem „Wojna z Trzema Schodami” na rzecz osób niepełnosprawnych ruchowo zmagających się z architektonicznymi i budowlanymi barierami w codziennym życiu. W tym samym roku Borysewicz nagrał kolejny album solowy pt. Moja wolność. W 1996 muzycy wystąpili z piosenką „Spotkanie z diabłem” na koncercie poświęconym Krzysztofowi Klenczonowi na 33. KFPP w Opolu. Niedługo później odbyli krótkie wyjazdy do USA i Niemiec. W lipcu wydali album pt. Międzyzdroje, na którym znalazły się piosenki napisane wyłącznie przez duet Panasewicz-Borysewicz. Pierwszy z singli promujących płytę – „Czy czujesz jak”, nawiązywał do klimatów bluesowych. Drugim singlem był „Nie chcę litości”, przy którego nagraniu po raz pierwszy w dorobku zespołu brał udział kwartet smyczkowy. 20 października 1996 TVP2 wyemitowała odcinek programu Szansa na sukces, którego jurorami byli członkowie Lady Pank. Pod koniec roku zespół wydał album z autorskimi pastorałkami – Zimowe graffiti. W 1997 premierę miał album Być wolnym, na który nagrał utwór „Byś imię miał. W tym samym roku wystąpił na festiwalu w Węgorzewie oraz na prośbę Jacka Skubikowskiego, nagrali piosenkę „Niedawno” do napisanych przez niego słów (znaną też jako „Jest taki kraj” lub „Moje sny”). Utwór podczas wyborów parlamentarnych 1997 stał się hymnem Unii Wolności. W nagraniu innego wersji tego utworu wziął udział Dariusz Michalczewski. W tym okresie grupa zaczęła na koncertach grać utwory w wersjach transowo-dance’owych, które wkrótce umieścili także na albumie pt. W transie, dość chłodno przyjętym przez wielu słuchaczy.

### Dalsza działalność (1998–2006)

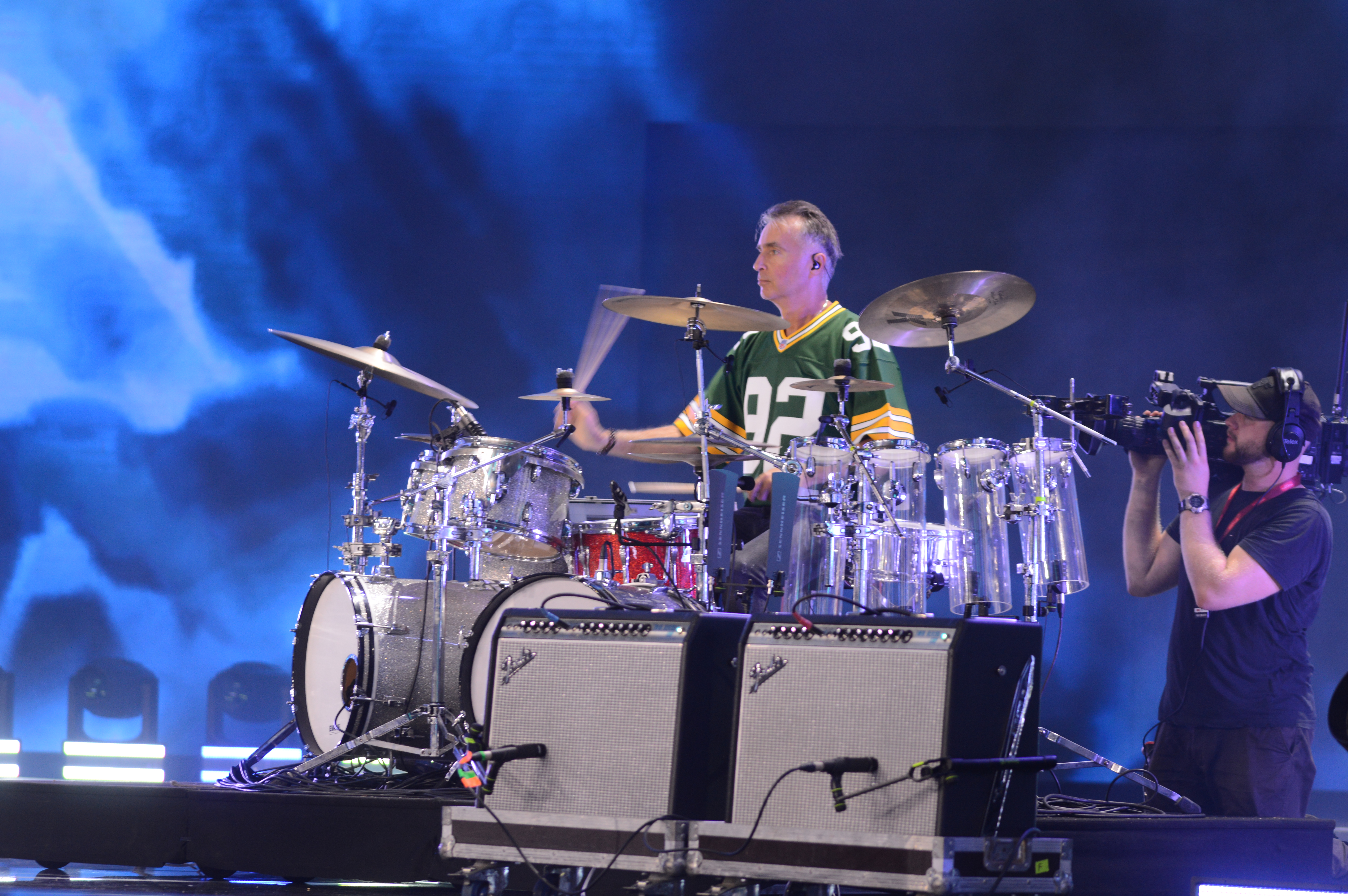
Kuba Jabłoński – perkusista

22 czerwca 1998 zespół wydał album pt. Łowcy głów, nad którym muzycy pracowali od marca. Płytę promowali singlami: „Znowu pada deszcz” i „Prawda i serce”, do którego nakręcili teledysk na Manhattanie. W marcu 1999 w klubie „Wolność” w Krakowie zarejestrowali koncert w celu wydania go na nowej płycie. Płyta Koncertowa ukazała się 7 czerwca nakładem wytwórni Zic Zac. Płytę zdominowały starsze utwory, w tym m.in. rozbudowana wersja „Marchewkowego pola” i „Zawsze tam, gdzie ty”, a także dwie nowe, studyjne piosenki: „Rozmowa z...” i „Do Moniki L.”, która wykorzystana została w filmie Marka Koterskiego Ajlawju. Latem i jesienią dali kolejną serię koncertów.
W kwietniu 2000 w studiu radiowej Trójki zespół zagrał koncert wraz z grupą Perfect z okazji 18–lecia Listy przebojów Programu Trzeciego. W tym czasie pracował też nad materiałem na kolejny album. W czerwcu z utworem „Na granicy” zajął trzecie miejsce w konkursie „Premier” na 37. KFPP w Opolu. Latem odbył kolejną serię koncertów, a 11 września wydał album pt. Nasza reputacja. Płytę promował m.in. utworem „Słońcem opętani”, do którego stworzono pierwszy w swojej karierze zespołu animowany teledysk, zawierający rysunkowe podobizny muzyków. W tym samym roku grupa odbyła trasę koncertową po Polsce z okazji 18. rocznicy narodzin zespołu. 30 listopada 2000 odbył się galowy trzygodzinny koncert trasy w Hali Filmów Fabularnych we Wrocławiu, a wraz z zespołem gościnnie zagrali i zaśpiewali: Jarosław Szlagowski, Edmund Stasiak („Du du”), Zbigniew Hołdys („Mała wojna”), Urszula („Zawsze tam gdzie ty”), Lech Janerka („Kryzysowa narzeczona”), Paweł Kukiz („A to ohyda”), Katarzyna Nosowska („Zamki na piasku”) i Olaf Lubaszenko („Nie wierz nigdy kobiecie”). Część materiału z koncertu zarejestrowała i wyemitowała Telewizja Polska.
Ltem z2001zz espołu odszedł Andrzej Łabędzki. Od tej chwili zespół zaczął koncertować jako kwartet, w składzie: Jan Borysewicz, Janusz Panasewicz, Krzysztof Kieliszkiewicz i Kuba Jabłoński, wspomagany na koncertach przez gitarzystę, Michała Sitarskiego, który został stałym sidemanem grupy. Wiosną 2002 Borysewicz nagrał z Pawłem Kukizem ścieżkę dźwiękową do filmu E=mc². W czerwcu z okazji 20-lecia działalności scenicznej zespół wydał album kompilacyjny pt. Besta besta, na której znalazły się największe hity Lady Pank wybrane przez internautów i dwa premierowe nagrania – „7-me niebo nienawiści” i „Konie w mojej głowie”, do których słowa napisał Andrzej Mogielnicki. 29 czerwca wystąpili w sopockiej Operze Leśnej podczas koncertu związanego z otwarciem stacji muzycznej MTV Classic.
W styczniu 2003 zagrali dwa koncerty – w Bydgoszczy i Warszawie – w ramach Wielkiej Orkiestry Świątecznej Pomocy. 24 lutego premierę miał album pt. Borysewicz & Kukiz, który Borysewicz nagrał z Pawłem Kukizem. Wydawnictwo rozeszło się w prawie 100 tys. egzemplarzy, zdobywając status platynowej płyty w Polsce, a pochodzący z niego przebój „Bo tutaj jest, jak jest” okrzyknięto utworem najczęściej granym w stacjach radiowych w 2003. W ramach promocji albumu występowali wraz z pozostałymi muzykami Lady Pank na koncertach w Polsce i USA, gdzie zagrali dla amerykańskiej Polonii. Pomimo dużej popularności projektu, Borysewicz i Kukiz wspólnie zdecydowali o zawieszeniu działalności, by móc skupić się na swoich rodzimych zespołach. W lipcu 2003 w Olecku odbył się I Międzynarodowy Zlot Fanów Lady Pank, na którym zespół zagrał kilka swoich przebojów. Jesienią odbył kilka kameralnych, akustycznych koncertów oraz krótką trasę koncertową dla Polonii w Niemczech i USA.
W marcu 2004 muzycy rozpoczęli nagrywanie repertuaru na nowy album. Premierę płyty poprzedzili serią koncertów. 1 maja wystąpili w Sulęcinie na koncercie z okazji przystąpienia Polski do Unii Europejskiej; w trakcie wydarzenia pijany Borysewicz pokłócił się z burmistrzem miasta, co odnotowały ogólnopolskie media, a sprawa opisana została m.in. w programie Polsatu Interwencja. Dzień po incydencie w Sulęcinie wystąpili na koncercie Dwa kolory transmitowanym i organizowanym przez Polsat. 23 czerwca zagrali w klubie Park koncert promujący ich nowy album pt. Teraz Lady Pank, który wydali pięć dni później. Płytę promowali singlami: „Sexy-plexi”, „Pani moich snów” i „Stacja Warszawa”, który okazał się jednym z największych przebojów radiowych w 2004.
Rok 2005 powitali koncertem na Targu Węglowym w Gdańsku. W styczniu wystąpili w Krakowie w ramach WOŚP. W lutym zostali nominowani do Fryderyków w kategoriach: kompozytor roku (Borysewicz), autor roku (Mogielnicki) i piosenka roku („Stacja Warszawa”). W marcu zostali nominowani do Eska Music Awards 2005 w kategorii „zespół roku – Polska”. W tym czasie zagrali także akustyczne, kameralne koncerty m.in. w Bydgoszczy, Toruniu i Katowicach. Wiosną odbyli kolejną minitrasę koncertową po Kanadzie i USA, następnie zagrali także w Czechach, a także wystąpili na kilku polskich juwenaliach. W czerwcu wystąpili w Sopocie podczas koncertu „Top” na festiwalu TOPtrendy jako jedni z artystów, którzy sprzedali najwięcej albumów w roku 2004, w sierpniu zagrali w Sopocie na Festiwalu Jedynki, a w listopadzie ponownie wylecieli na koncerty do USA, natomiast ostatni występ w roku dali w Mysłowicach. W grudniu Borysewicz przeszedł zawał serca, co wymusiło na nim kilkumiesięczną przerwę od występowania z Lady Pank. Sezon koncertowy w 2006 muzycy (bez głównego gitarzysty) rozpoczęli występem w Kołobrzegu podczas finału WOŚP. Borysewicz wrócił do koncertowania pod koniec lutego, grając z zespołem na Dolnym Śląsku. Pod koniec marca wystąpili w Kaprunie na imprezie pod hasłem Polski Tydzień, a w maju zagrali na festiwalu Gitarowy Rekord Guinnessa we Wrocławiu oraz dali serię koncertów juwenaliowych. Do końca roku zagrali jeszcze kilkanaście koncertów – wystąpili jeszcze m.in. we Wrocławiu (na koncercie poświęconym pamięci Jimiego Hendriksa), w Tychach (na imprezie Dekarock Antyradia), Łodzi (na festiwalu Łódź Stok Harnaś Festiwal), Gdańsku (połączony koncert z duetem Borysewicz & Kukiz), Oberhausen (koncert dla niemieckiej Polonii wraz z Marylą Rodowicz) i Warszawie (koncert dla radia RMF FM, transmitowany także na WP).

### 25-lecie działalności scenicznej (2007–2011)

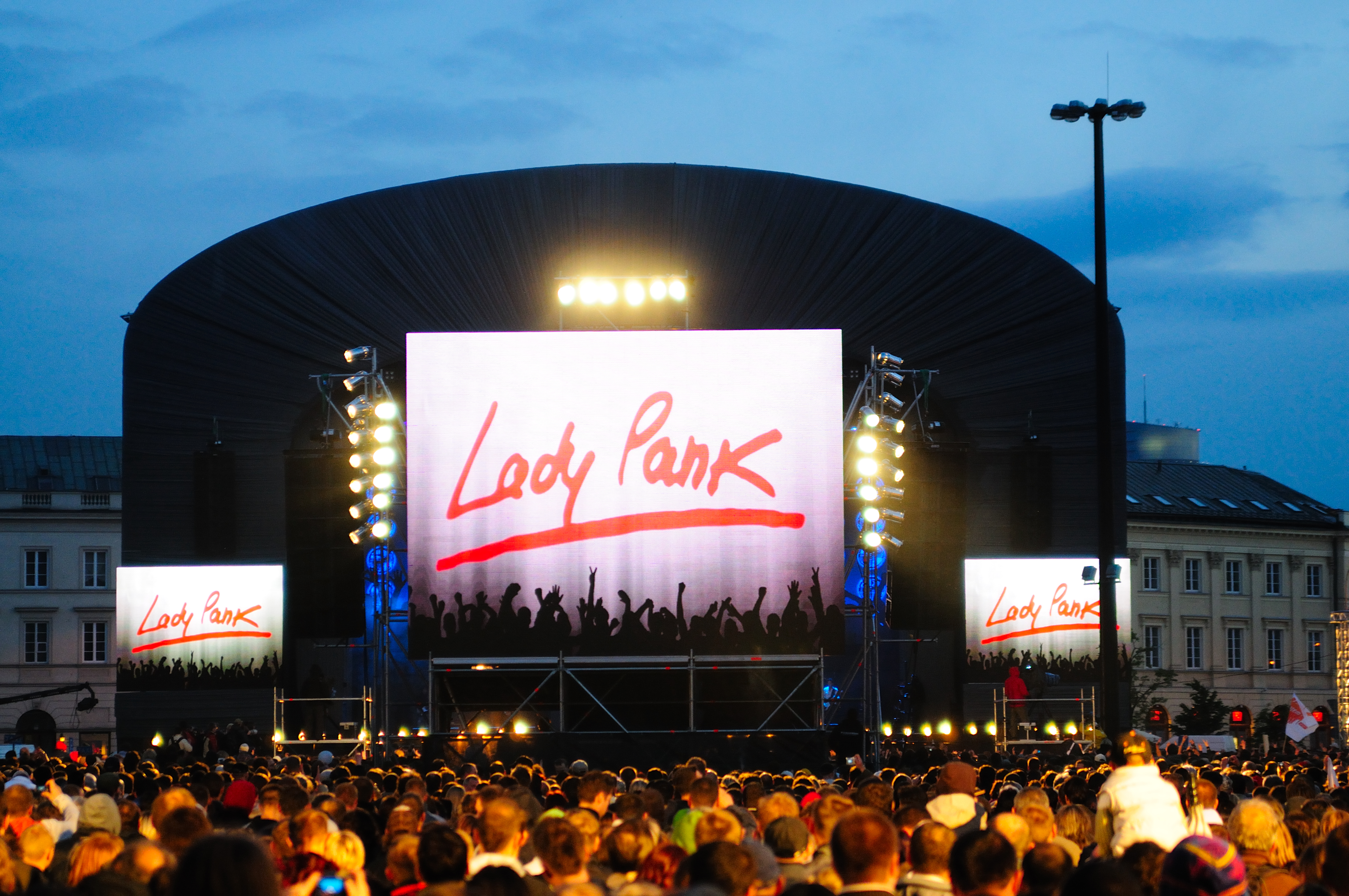
Scenografia koncertowa z logiem zespołu Lady Pank

W 2007 muzycy obchodzili 25-lecie Lady Pank. Rok rozpoczęli koncertem na finale WOŚP w Kaliszu, a w maju odbyli ogólnopolską trasę koncertową, obejmującą m.in. serię zamkniętych występów organizowanych przez straż pożarną. 28 maja wydali album pt. Strach się bać z premierowymi utworami. Płytę promowali singlami: tytułowym, „Wenus, Mars” i „Dobra konstelacja”, który dotarł do pierwszego miejsca na Liście przebojów Programu Trzeciego. 9 czerwca 2007 na koncercie w Pruszczu Gdańskim pijany Panasewicz rzucił butelką w 24-letnią fotoreporterkę, co odbiło się szerokim echem w ogólnopolskich mediach i było komentowane m.in. w programie Polsatu Interwencja; we wrześniu 2008 Sąd Rejonowy w Gdańsku ukarał wokalistę grzywną w wysokości 13 tys. zł na rzecz poszkodowanej i zobowiązał do pokrycia kosztów sądowych. W czerwcu odsłonili także swoją gwiazdę na Alei Gwiazd oraz zagrali recital na 44. KFPP w Opolu, który obejrzało ok. 3,5 mln telewidzów. Do końca roku regularnie koncertowali, m.in. wystąpili w Szczecinie z projektem Borysewicz & Kukiz, byli częścią letniej trasy koncertowej RMF FM i serii Koncertów na Molo przed Sopot Festival 2007 oraz uczestniczyli w koncercie dobroczynnym Podziel się posiłkiem, który obejrzało ponad 2 mln widzów telewizji Polsat. W październiku byli nominowani do nagrody Złotego Dzioba za przebój roku („Strach się bać”), a w listopadzie zagrali kolejne koncerty polonijne w USA i Niemczech oraz wydali jubileuszowy zestaw płyt pt. Lady Pank – Box 13 CD, zawierający wszystkie albumy Lady Pank wydane w latach 1983–1998. 31 grudnia wystąpili na sylwestrowym widowisku organizowanym przez TVN pod Pałacem Kultury i Nauki w Warszawie.
Sezon koncertowy w 2008 rozpoczęli 13 stycznia występami podczas finałów WOŚP w Niepołomicach i Tarnobrzegu. W kolejnych miesiącach pracowali nad materiałem na swój pierwszy album symfoniczny, a także skupili się na projektach solowych, co wpłynęło na mniejszą liczbę koncertów Lady Pank w pierwszym kwartale 2008. W kwietniu zagrali dwa koncerty polonijne w Irlandii, a następnie odbyli trasę koncertową po Polsce. Również w kwietniu byli nominowani do zdobycia Superjedynki w kategoriach: płyta roku (Strach się bać), przebój roku („Dobra konstelacja”) i zespół roku. 23 czerwca na Targu Węglowym w Gdańsku zagrali pierwszy koncert symfoniczny z Orkiestrą Gdańskich Symfoników, który miał ukazać się na pierwszym oficjalnym DVD zespołu; wydawnictwo jednak nigdy się nie ukazało. W okresie wakacyjnym ponownie włączyli się w letnią trasę koncertową RMF FM. We wrześniu zagrali polonijny koncert w ramach festiwalu PKO BP Live na Wembley Arena, poza tym Borysewicz wydał album pt. W hołdzie Tadeuszowi Nalepie, a Panasewicz – pierwszą solową płytę, zatytułowaną po prostu Panasewicz. W listopadzie muzycy Lady Pank zagrali polonijny koncert w Oberhausen, a rok 2008 zakończyli występem na widowisku sylwestrowym we Wrocławiu. W tym samym roku muzycy Lady Pank – Jabłoński, Sitarski i Winnicki – wraz z basistą Michałem Grottem założyli zespół Freedom.
W pierwszym kwartale 2009 ograniczyli występy m.in. ze względu na solowe koncerty Panasewicza. 17 kwietnia zagrali w warszawskiej Stodole, a występ odbił się szerokim echem w ogólnopolskich mediach ze względu na serię padających ze sceny lekceważących komentarzy Panasewicza w stosunku do Borysewicza, który nie stawił się na koncercie. 1 maja muzycy w komplecie wystąpili z Orkiestrą Gdańskich Symfoników w kieleckiej Kadzielni, a 4 czerwca byli jednymi z artystów koncertu 20 lat wolności na placu Teatralnym w Warszawie. W okresie wakacyjnym koncertowali w ramach cyklu imprez Przebojowe lato z Radiem Zet, po czym jesienią znów mieli przerwę od występów, a Borysewicz w tym czasie nagrywał materiał na swój kolejny album solowy.
W lutym 2010 Borysewicz wydał album pt. Miya. Resztę roku muzycy Lady Pank spędzili na nielicznych koncertach w kraju i za granicą, wystąpili m.in. na Festiwalu Cooltury w Londynie, na kilku majowych juwenaliach (m.in. we Wrocławiu i Chorzowie). Koncertowy sezon w 2011 rozpoczęli występem podczas finału WOŚP w Lublinie. 10 lutego zaprezentowali singiel „Dziewczyny dzisiaj z byle kim nie tańczą”, którym zwiastowali nowy album z premierowymi nagraniami. Jeszcze przed wydaniem płyty zagrali m.in. dwa koncerty z Orkiestrą Symfoników Gdańskich oraz gościli w charakterze jurorów w jednym z odcinków programu Szansa na sukces. 20 czerwca wydali album pt. Maraton, zawierający głównie piosenki autorstwa Borysewicza i Panasewicza. Dzień po premierze zagrali pierwszy koncert z nowym materiałem w klubie Park, w kolejnych miesiącach zagrali jeszcze kilkanaście koncertów, m.in. na darmowej imprezie charytatywnej w Bytomiu i na widowisku organizowanym przez TVP2 i Radio Zet w Łodzi, wystąpili też w Sztokholmie dla szwedzkiej Polonii. Pozostałymi singlami promującymi płytę były utwory „Z dachu” i „Mój świat bez ciebie”. Za sprzedaż Maratonu otrzymali złotą płytę, sam album dotarł do pierwszego miejsca Oficjalnej Listy Sprzedaży w Polsce. Rok 2011 zakończyli koncertem z Orkiestrą Symfoników Gdańskich w Hali Stulecia we Wrocławiu.

### SymfonicznieiAkustycznie(2012–2015)
8 stycznia 2012 rozpoczęli sezon koncertowy występem podczas finału WOŚP we Wrocławiu. 30 marca w katowickim Spodku zagrali urodzinowy koncert z okazji 30-lecia zespołu, który został zarejestrowany i wydany 2 października 2012 na albumie pt. Symfonicznie, nagranym z Orkiestrą Symfoników Gdańskich i zawierającym 20 przebojów Lady Pank w rockowo-klasycznych aranżacjach oraz premierową piosenkę „Chłopak z mokrą głową” autorstwa Borysewicza i Panasewicza. Jeszcze przed premierą płyty, 17 kwietnia 2012 basista Krzysztof Kieliszkiewicz wydał swój solowy album pt. Dziecko szczęścia, nad którym współpracował m.in. z Anią Dąbrowską, Marcinem Rozynkiem i Anią Rusowicz. Z okazji 30-lecia Lady Pank muzycy odbyli trasę koncertową po całej Polsce, w której towarzyszyli im Symfonicy Gdańscy; tylko w maju zagrali 22 koncerty w Polsce, w tym m.in. recital podczas festiwalu TOPtrendy 2012. Za sprzedaż albumu Symfonicznie odebrali w 2013 certyfikat platynowej płyty, płyta dotarła także do pierwszego miejsca notowania OLiS. 31 grudnia wystąpili podczas koncertu sylwestrowego we Wrocławiu.
W styczniu 2013 wystąpili w Kole podczas finału WOŚP. W 2014 wspólnie z raperem Peją wystąpili gościnnie w utworze „To nie koniec świata”, umieszczonym na albumie Bal maturalny Rozbójnika Alibaby we współpracy z Janem Borysewiczem. Prócz tego, w tym samym roku Panasewicz wydał solową płytę pt. Fotografie z kompozycjami Johna Portera. Album promował trzema singlami: „Między nami nie ma już”, „Nie zamykaj okien” i „Autostradą...”, do którego nagrano teledysk w Krakowie z udziałem sobowtóra Panasewicza. Od 15 marca do 13 kwietnia 2014 zespół odbywał trasę koncertową pod szyldem Akustycznie, podczas której zaprezentował swoje utwory w nowych aranżacjach. 16 czerwca 2015 ukazał się album koncertowy Lady Pank pt. Akustycznie, który zrealizowali podczas kolejnej trasy koncertowej, odbywającej się od października 2014 do kwietnia 2015. W tym samym roku, 20 lutego 2015 Krzysztof Kieliszkiewicz wydał drugi solowy album pt. Drapacz chmur.

### Obchody 35-lecia (2016–2019)
W 2016 zespół wyruszył w trasę z okazji 35-lecia. 15 kwietnia muzycy wydali album Miłość i władza, do którego teksty napisali Bogdan Olewicz i Wojciech Byrski. Płytę promowali singlem „Miłość”, do którego nakręcono teledysk z udziałem Olgi Bołądź. Utwór szybko zdobył popularność w sieci oraz na antenach radia RMF FM. Kolejnym singlem z płyty została „Władza”. W listopadzie ukazała się reedycja płyty Miłość i władza, wzbogacona o utwór „Sterowany”. Jeszcze tego samego roku muzycy wystąpili w ramach piątej edycji LuxFest w Poznaniu, gdzie zarejestrowali materiał na kolejną zapowiedzianą płytę DVD, która finalnie nie została wydana. W 2017 rozpoczęli trasę akustyczną pod szyldem 35 lat – Akustycznie. Na Listę przebojów Programu Trzeciego trafił również kolejny singiel z albumu Miłość i władza – „Trochę niepamięci”. 10 listopada wydali świąteczny album pt. Zimowe Graffiti 2, który promowali singlami: „Otuleni”, „Rodzice” oraz „Hej Hosanna”.
W 2018 zaprezentowali projekt pod hasłem LP1, a z racji jubileuszu 35-lecia debiutanckiej płyty wydali jej remake, na którym przeboje „Mniej niż zero”, „Kryzysowa narzeczona”, „Fabryka małp”, „Vademecum skauta” czy „Zamki na piasku” zaśpiewali zaproszeni przez Lady Pank goście: Grzegorz Markowski, Tomasz Organek, Krzysztof Zalewski, Kasia Kowalska, Piotr Rogucki, Maciej Maleńczuk oraz Katarzyna Nosowska. Materiał został wzbogacony o trzy piosenki: „Mała Lady Punk”, „Tańcz, głupia, tańcz” i „Minus 10 w Rio”. Premiera albumu odbyła się 15 czerwca 2018. 14 sierpnia 2018 zespół wystąpił w ramach festiwalu Top of the Top Sopot Festival, wykonując krótki recital oparty na materiale z płyty LP1. Gościnnie z grupą wystąpili Tomasz Organek, Maciej Maleńczuk, Kasia Kowalska oraz Małgorzata Ostrowska, która wykonała z nimi utwór „Krakowski spleen” w hołdzie zmarłej kilka tygodni wcześniej Korze. 9 października 2018 muzycy wyruszyli w trasę promującą album LP1, którą rozpoczęli koncertem w Zielonej Górze. Z zespołem na jednej scenie gościnnie wystąpili: Wojtek Olszak (instrumenty klawiszowe), Marcin Nowakowski (saksofon) oraz Krzysztof Zalewski (wokal w utworze „Fabryka Małp”). 16 listopada podczas koncertu w Warszawskim klubie Stodoła odebrali złotą płytę za album LP1.
W drugiej połowie marca 2019 wyruszyli w tournée po USA. 21 marca podczas pobytu w Chicago byli gośćmi dnia w Telewizji Polvision, a w trakcie trwania konferencji z zespołem Borysewicz zapowiedział nową płytę studyjną Lady Pank. 22 marca wydali singiel „Niepoprawni”, którym promowali album kompilacyjny pt. Ballady. 27 października wystąpili podczas 11. edycji Festiwalu Soundedit. Przed występem Borysewicz został uhonorowany statuetką „Człowieka ze Złotym Uchem”. Po udziale na festiwalu muzycy zapowiedzieli cykl koncertów z piosenkami do filmu rysunkowego O dwóch takich, co ukradli księżyc, do którego Borysewicz i Panasewicz stworzyli ścieżkę dźwiękową. Koncerty połączone były z projekcją kadrów z filmu.

### Zespół w czasach pandemii, 40-lecie (2020–2022)
W marcu 2020 wyruszyli w kolejną trasę koncertową The best of, która została przerwana z powodu pandemii COVID-19, a znaczną część koncertów przełożono na inny termin. W drugiej połowie 2020 wrócili do koncertowania, dając cykl występów w ramach trasy wakacyjnej o nazwie Strach się bać. Zaraz potem wypuścili singla „Ameryka”, którym zwiastowali premierowy album pt. LP40, powiązany z 40-leciem pracy artystycznej Lady Pank.
7 stycznia 2021 grupa wydała „Pokolenia”, drugi singiel zwiastujący album LP40. Trzeci z nich, „Drzewa”, ukazał się 19 lutego, do utworu powstał również teledysk poruszający problem depresji w czasach pandemii COVID-19. Premiera albumu miała miejsce 12 marca 2021. Dzień później w Klubie Stodoła odbył się koncert zespołu oparty w całości na materiale z płyty LP40. 4 czerwca zespół zaprezentował teledysk do utworu „Karton”, a następnie wypuścił kolejny singiel z albumu – „Zostań ze mną”. Ostatnim utworem promującym płytę był utwór „Tego nie mogą zabrać nam”. W 2021 album pojawił się również w formie limitowanego wydawnictwa na płycie winylowej jako LP40 Vinyl Deluxe Edition. Wersja ta została wzbogacona o bonus w postaci CD z nowym utworem pt. „Za ten jeden raz”.

### MTV Unplugged, trasa koncertowaOhyda(od 2022)

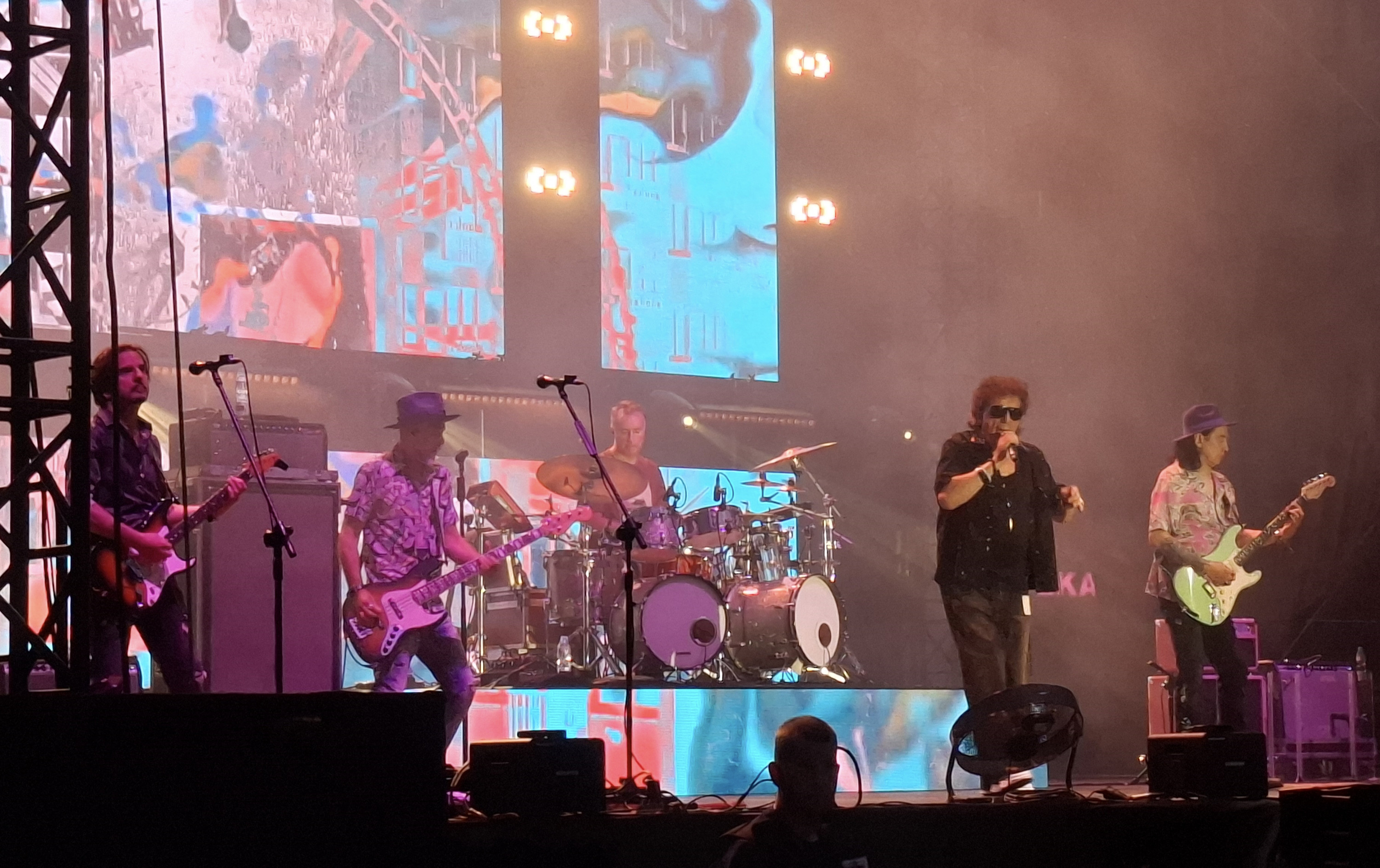
Występ zespołu w Prudniku (2025)

22 czerwca 2022 zespół po raz pierwszy zagrał w ramach MTV Unplugged. Z zespołem wystąpili gościnnie Tomasz Organek i Piotr Cugowski. 25 czerwca 2022 roku na ulicy Łaziennej we Wrocławiu odsłonięto krasnala upamiętniającego zespół: Małą Lady Punk. Z koncertu MTV Unplugged zespół wydał płytę zawierającą część utworów z tego występu w formie audio, a wśród nich premierowy utwór pt. „Krokodyle tańczą”. Zapis wideo został rozszerzony o kilka utworów i ukazał się w serwisie internetowym Player. Wśród dodatkowych utworów znalazł się drugi premierowy – „Wojna światów”. 25 stycznia 2023 utwór ten ukazał się w wersji studyjnej jako singiel z gościnnym udziałem Tomasza Organka. Wiosną zespół wyruszył w trasę koncertową z serii MTV Unplugged.
3 sierpnia 2023 grupa po raz pierwszy wystąpiła w ramach Pol’and’Rock Festival. 22 sierpnia kolejny raz wzięła udział w Top of the Top Sopot Festival, gdzie zaprezentowała kilka swoich przebojów w wersjach Unplugged.
W 2024 zespół kontynuował trasę MTV Unplugged. Wystąpił także podczas 61. KFPP w Opolu w ramach koncertu SuperJedynki, podczas którego odebrał statuetkę. Latem wyruszył w wakacyjną trasę pod hasłem A nam nie chce się iść do domu. W sierpniu 2024 był jedną z gwiazd trasy wakacyjnej z cyklu Lato z Radiem i Telewizją Polską oraz Top of The Top Sopot Festival 2024.
22 sierpnia 2024 Jan Borysewicz był gościem Sławy Bieńczyckiej w ramach audycji Lata z Radiem na antenie Programu 1 Polskiego Radia, podczas której wyjawił, że zespół pracuje nad kolejnym albumem studyjnym we współpracy z Andrzejem Mogielnickim. 
Jesienią 2024 zespół wyruszył w trasę koncertową z okazji 40. rocznicy wydania albumu Ohyda. Pierwsze dwa koncerty w ramach trasy zagrał 19 października w Ostrowie Wielkopolskim i 10 listopada we Wrocławiu. Podczas koncertów, oprócz utworów znajdujących się na albumie Ohyda, zaprezentował również premierowe utwory zapowiadające nową płytę – „Uciekaj” (zaprezentowany po raz pierwszy w Ostrowie Wielkopolskim) i „Motyle” ( we Wrocławiu). 24 stycznia 2025 miała miejsce premiera wersji studyjnej „Motyli”, a do utworu zrealizowano także teledysk. 7 marca grupa zakończyła trasę koncertową koncertem w Cavatina Hall w Bielsko-Białej. 
Na wiosnę 2025 zespół zapowiedział cztery ostatnie koncerty z cyklu MTV Unplugged. 4 kwietnia zagrał w Krakowie, a występ muzyków spotkał się z uznaniem Ireny Santor. 
17 kwietnia 2025 ukazał się drugi singiel zapowiadający nowy album studyjny zespołu – „Uciekaj”.

## Charakterystyka muzyczna

### Styl muzyczny

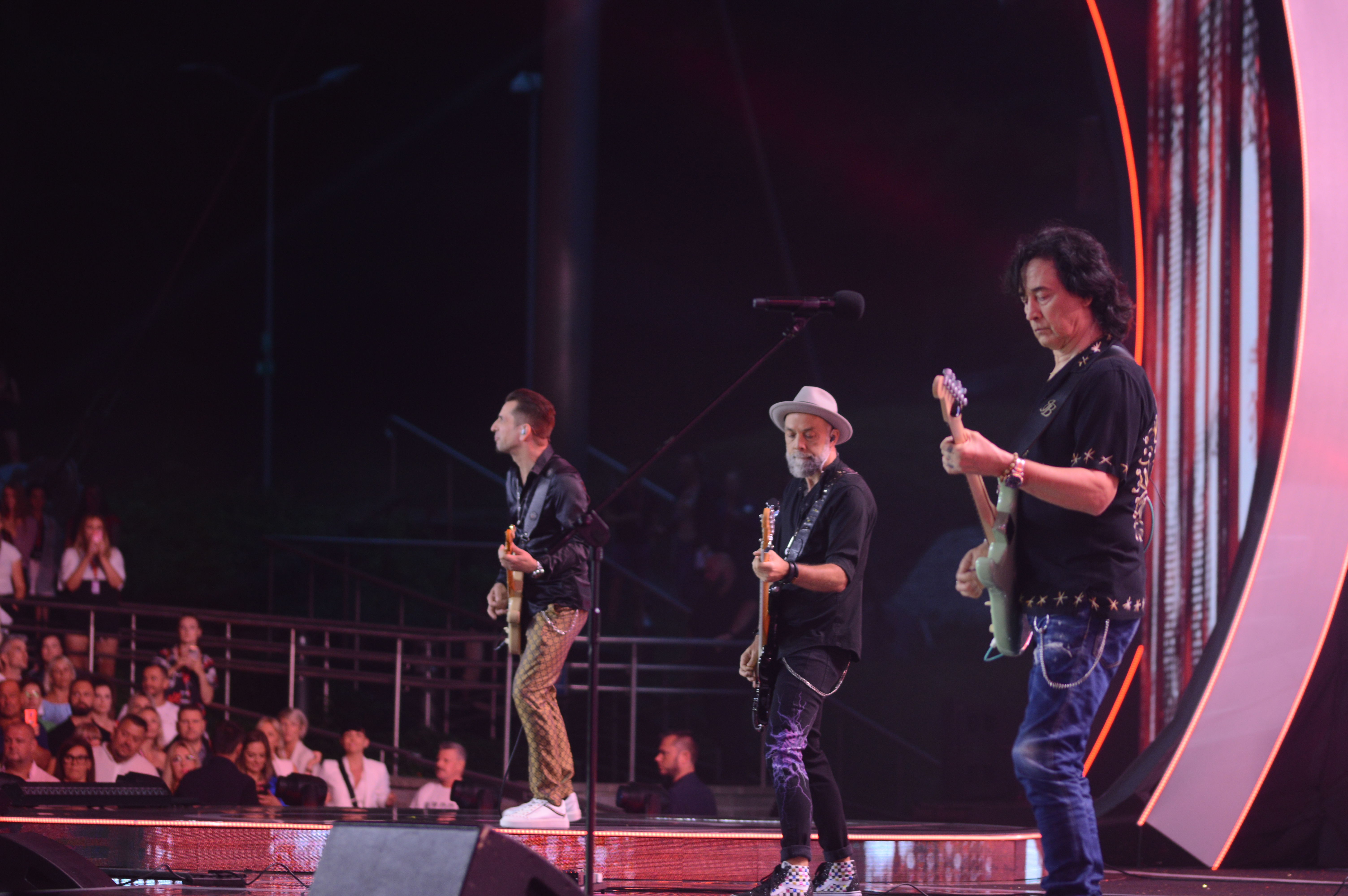
Michał Sitarski, Krzysztof Kieliszkiewicz i Jan Borysewicz podczas występu, Top of The Top Sopot Festival (2022)

Na początku lat 80. muzyka zespołu oscylowała wokół rozwijającego się wówczas stylu nowej fali. Na debiutanckim albumie słychać wyraźne inspiracje grupy twórczością The Police z elementami charakterystycznymi dla muzyki The Rolling Stones. Na drugim albumie studyjnym pt. Ohyda grupa umieściła utwory bogato zaaranżowane i bardziej urozmaicone instrumentalnie od tych z debiutanckiego albumu, a krążek zawierał m.in. sekcję dętą. W kolejnych latach zespół stopniowo wprowadzał do swojej muzyki instrumenty klawiszowe (m.in. w utworach „Sztuka latania”, „Rysunkowa postać”). W 1987 wprowadził je na stałe do swojego instrumentarium. W tym okresie grupa zaczęła grać muzykę stylizowaną na amerykańskiego rocka drugiej połowy lat 80. z wykorzystaniem syntezatorów, co zapoczątkowała albumem pt. Tacy sami (1988), na którym muzycy odeszli od stylu inspirowanego twórczością grupy The Police, a partie perkusji zastąpili automatem perkusyjnym. Brzmieniami syntezatorów wzmocnili także partie gitary basowej. Na płycie umieścili również elementy melorecytacji budzącej skojarzenia ze wczesnym rapem (w utworze pt. „Oglądamy film”). Album Zawsze tam, gdzie ty (1990) nie licząc utworu tytułowego uchodzi za zwrot zespołu ku cięższym brzmieniom inspirowanym m.in. twórczością zespołu Van Halen.
Po reaktywacji, na wydanej w 1994 płycie pt. Na Na muzycy zrezygnowali z syntetycznych brzmień na rzecz silniejszych partii gitarowych i bogatej sekcji rytmicznej. Rok później, w 1995 wydali album Mała wojna – akustycznie zawierający ich największe przeboje w tzw. aranżacjach akustycznych, które opracowali na potrzeby występu z cyklu koncertowego Bez Prądu inspirowanego zagraniczną serią MTV Unplugged.
Przez drugą połowę lat 90. zespół wielokrotnie eksperymentował ze stylistyką muzyczną. Na albumie Międzyzdroje (1996) po raz pierwszy wprowadził instrumenty smyczkowe, następnie wydał album Zimowe graffiti (1996), na którym umieścił własne utwory świąteczne. W 1997 zaczął grać na koncertach swoje utwory w odświeżonych, transowo-dance’owych wersjach, które wydał także na albumie pt. W transie. Do nagrania albumu Łowcy głów (1998) Borysewicz po raz pierwszy użył talk-boxa, zaś przy albumie Nasza reputacja (2000) do aranżacji utworów po raz pierwszy wykorzystał m.in. mandolinę.
Albumem Teraz (2004) zespół powrócił brzmieniami do początków swojej działalności. Na albumie Strach się bać (2007) wprowadził fortepian, a na płycie pojawił się także m.in. utwór „Leprechaun” zawierający elementy muzyki irlandzkiej. W latach 2008 zaczął grać koncerty z Orkiestrą Gdańskich Symfoników, na których zaprezentował swoje przeboje w symfonicznych aranżacjach. Na płycie Maraton (2011) zawarł m.in. utwór „Freedom Time”, którego aranżacja może kojarzyć się z twórczością Pink Floyd lub U2 oraz piosenkę „Życie jak maraton” z elementami reggae. Album LP40 (2021) stanowi zwrot w kierunku współczesnego popu z wyrazistymi partiami cyfrowych instrumentów klawiszowych.

### Warstwa tekstowa

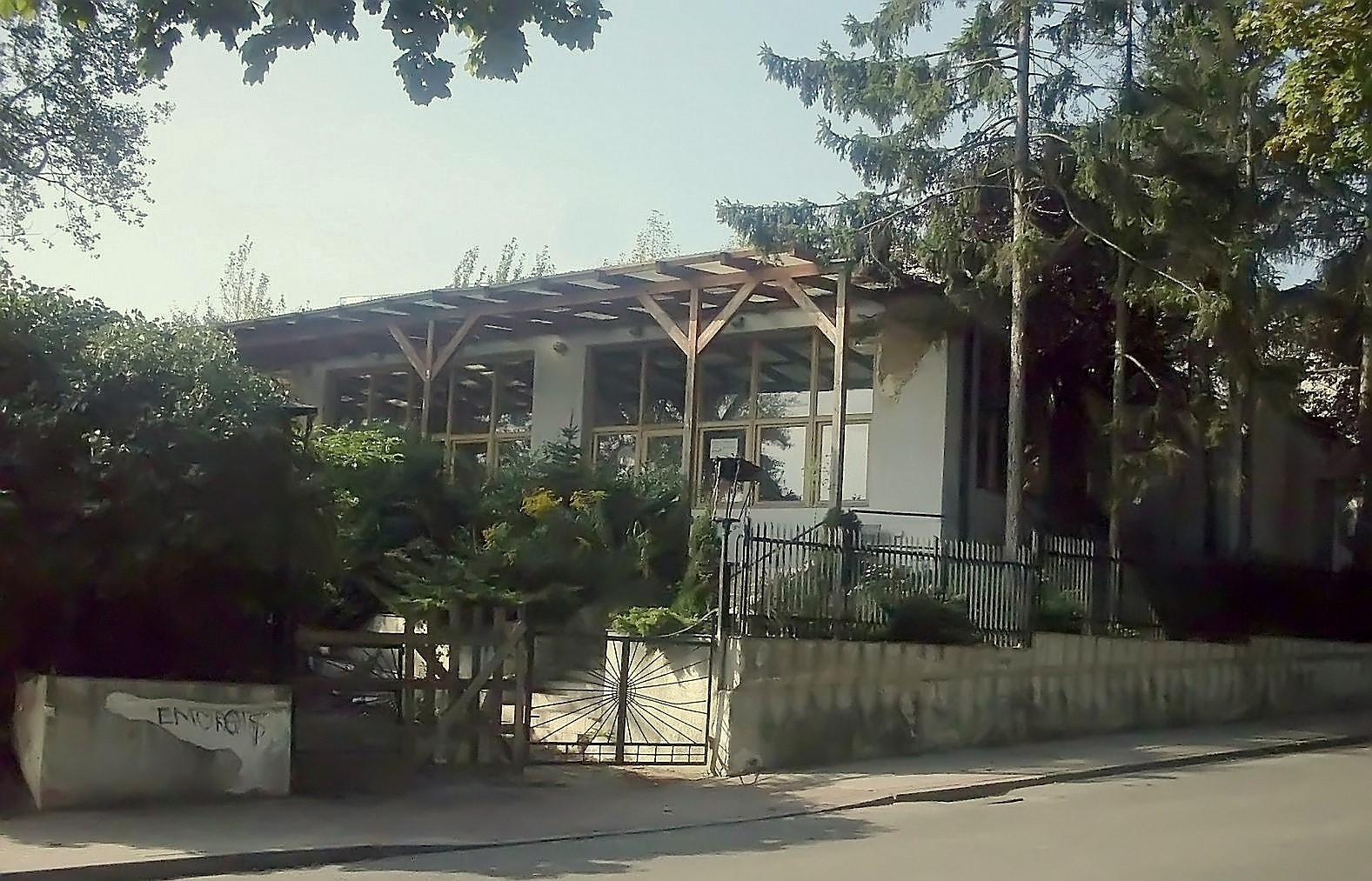
Maxim w Gdyni – miejsce przedstawione w utworze „Tańcz, głupia, tańcz”, jeden z najbardziej ekskluzywnych lokali w czasach PRL-u

Na przestrzeni lat, zespół współpracował z wieloma tekściarzami (m.in. Andrzejem Mogielnickim, Jackiem Cyganem, Markiem Dutkiewiczem, Grzegorzem Ciechowskim, Zbigniewem Hołdysem, Jackiem Skubikowskim i Bogdanem Olewiczem). W początkowych latach działalności Lady Pank teksty do utworów wykonywanych przez zespół pisał Andrzej Mogielnicki często poruszając w nich temat realiów życia w PRL, czasem posuwając się też do ironii i aluzji do PRL-owskiej codzienności. Teksty utworów nawiązywały również do realiów minionych lat lub miejsc (tj. klub Maxim w Gdyni w utworze „Tańcz, głupia, tańcz”).
W utworach Lady Pank często przewijają się tematy miłości i bieżącej polityki. W niektórych z nich pojawiają się nawiązania do światowych ikon muzyki popularnej i rockowej (m.in. do Alvina Lee w „Minus 10 w Rio”, Boney M. w „Tańcz, głupia, tańcz”, Bruce’a Springsteena w „Made in Homo” czy Simply Red w „Dobrej konstelacji”), a także innych postaci ze świata popkultury (m.in. do Johna Belushiego w utworze „John Belushi”).

## Wizerunek
Przez prasę i fanów często bywają określani mianem „polskich Rolling Stonesów” ze względu m.in. na styl muzyczny i wizerunek sceniczny, oprawy koncertów, ale też imprezowy tryb życia. Od początków działalności zespołu, jego trzon stanowi duet tworzony przez Jana Borysewicza i Janusza Panasewicza porównywany w mediach do Keitha Richardsa i Micka Jaggera z grupy The Rolling Stones.

## Muzycy

### Obecny skład zespołu
- Jan Borysewicz – gitara solowa, śpiew, wokal wspierający (1981–1986, 1987–1991, od 1994)
- Janusz Panasewicz – śpiew, główny wokal (1982–1986, 1987–1991, od 1994)
- Kuba Jabłoński – perkusja (od 1994)
- Krzysztof Kieliszkiewicz – gitara basowa, wokal wspierający (od 1994)

#### Muzycy towarzyszący
- Michał Sitarski – gitara elektryczna, wokal wspierający, stały sideman (od 2001)
- Wojciech Olszak – instrumenty klawiszowe (1994, 1996–1997[256], 2004[257], od 2007 z przerwami)
- Marcin Nowakowski – saksofon (od 2016)
- Bernard Maseli – wibrafon, kalimba (2022–2025, udział w trasie MTV Unplugged)[258]

### Byli członkowie zespołu
- Andrzej Dylewski – perkusja (1981, 1985–1986)
- Wojciech Bruślik – gitara basowa (1981)
- Andrzej Polak – perkusja (1982[6])
- Paweł Mielczarek – gitara basowa (1982[6])
- Edmund Stasiak – gitara (1982[6]–1986, 1987–1988)
- Paweł Mścisławski – gitara basowa (1982–1986, 1987–1988)
- Jarosław Szlagowski – perkusja (1982–1985, 1989–1991)
- Wiesław Gola (zmarły) – perkusja (1987–1989)
- Robert Jaszewski – gitara basowa (1989)
- Bogdan Kowalewski – gitara basowa (1989–1990)
- Piotr Urbanek – gitara basowa (1990–1991)
- Kostek Joriadis – instrumenty klawiszowe (1990–1991)
- Andrzej Łabędzki – gitara (1994–2001)

#### Dawni muzycy towarzyszący na koncertach
- Wojciech Szczęch – saksofon (1985)
- Jerzy Suchocki – instrumenty klawiszowe (1987–1989)[259]
- Piotr Wolski – instrumenty perkusyjne (1994, udział w koncercie akustycznym Radia Łódź)[113]
- Marek „Georgia” Pieczara[260] – śpiew, gitara akustyczna (2003–2008, 2011)[261]
- Piotr Winnicki – gitara (2006–2009)
- Piotr Nowosiński – gitara, zastępstwo na koncertach (2009–2015)[262]

#### Dawni muzycy towarzyszący w nagraniach studyjnych
- Mariusz Zabrodzki – syntezator Mooga (1983)[263][264]
- Cezary Szlązak (zmarły) – saksofon (1983)[263][264]
- Włodzimierz Halik (zmarły) – saksofon (1984)[265]
- Urszula Mogielnicka – wokal wspierający (1986)[266]
- Zbigniew Namysłowski (zmarły) – saksofon (1986)[266]
- Janusz Skowron (zmarły) – instrumenty klawiszowe (1986)[266]
- Rafał Paczkowski (zmarły) – instrumenty klawiszowe (1988, 1990, 1999, 2002, 2011, 2016)[267]
- Jarosław Baran – instrumenty klawiszowe (2021)[268]

## Wpływ na popkulturę
Tekst piosenki „Coś się pokręciło” Wiesława Tupaczewskiego z Kabaretu OT.TO składa się z fragmentów piosenek Lady Pank.
W 2004 premierę miał film Magdaleny Piekorz Pręgi, którego jeden z bohaterów jest fanem Lady Pank i zasłuchuje się w piosenkach zespołu. Również w 2004 fraza „Lady Pank” znalazła się na 10. miejscu w kategorii najpopularniejszych wykonawców polskich w opublikowanym przez Google Zeitgeist rankingu najczęściej wyszukiwanych haseł w polskim Internecie.
1 marca 2008 nadawanie rozpoczęło radio „RMF Lady Pank”, dostępne w serwisie internetowym RMFon.pl, co uczyniło zespół pierwszym polskim wykonawcą, który doczekał się kanału radiowego w pełni poświęconego jego twórczości.
We wrześniu 2018, w serwisie YouTube pojawił się singiel Kubańczyka zatytułowany „LADY PANK”, stanowi on nawiązanie do ikony zespołu.
Piosenki Lady Pank wielokrotnie wykonywano w programie Twoja twarz brzmi znajomo, emitowanym w telewizji Polsat. W postać Panasewicza wcielili się kolejno: Grzegorz Wilk (wykonał utwór „Mniej niż zero”), Marcel Sabat („Kryzysowa narzeczona”), Bogumił Romanowski („Zawsze tam, gdzie ty”), Kamil Pawelski („Zamki na piasku”), Robert Szpręgiel („Tańcz głupia, tańcz”) i Piotr Stramowski („Marchewkowe pole”).
W sierpniu 2025 Netflix potwierdził prace nad filmem biograficznym o Lady Pank i Janie Borysewiczu.

## Dyskografia
Poniższa lista uwzględnia tylko albumy oficjalne.

### Albumy studyjne
- 1983 – Lady Pank
- 1984 – Ohyda
- 1985 – Drop Everything
- 1986 – LP3 –  Nigdy nie za wiele rockendrola!
- 1988 – Tacy sami
- 1990 – Zawsze tam, gdzie Ty
- 1994 – NANA
- 1996 – Międzyzdroje
- 1996 – Zimowe graffiti
- 1998 – Łowcy głów
- 2000 – Nasza reputacja
- 2004 – Teraz
- 2007 – Strach się bać
- 2011 – Maraton
- 2016 – Miłość i władza
- 2017 – Zimowe graffiti 2
- 2018 – LP1
- 2021 – LP40

### Ścieżki dźwiękowe
- 1986 – O dwóch takich co ukradli księżyc
- 1988 – O dwóch takich co ukradli księżyc cz. 2

### Albumy koncertowe
- 1995 – Mała wojna – akustycznie
- 1999 – Koncertowa
- 2012 – Symfonicznie
- 2015 – Akustycznie
- 2022 – MTV Unplugged

### Kompilacje
- 1990 – The Best of Lady Pank
- 1992 – '81–'85
- 1995 – Ballady
- 1995 – Gold
- 1997 – W transie (remix album)
- 2002 – Besta besta
- 2019 – Ballady (zawiera niepublikowany utwór "Niepoprawni")

## Nagrody i wyróżnienia
- 1983 – Zwycięzca w kategorii „zespół wokalno-instrumentalny” – według plebiscytu magazynu muzycznego Non Stop[25]
- 1983 – Zwycięzca w kategorii „przebój roku” (za utwór „Mniej niż zero”) – według plebiscytu magazynu muzycznego Non Stop[25]
- 1983 – Zwycięzca w kategorii „zespół roku” – według plebiscytu tygodnika Razem[25]
- 1984 – Zwycięzca w kategorii zespół wokalno-instrumentalny”– według plebiscytu magazynu muzycznego Non Stop[38]
- 1987 – Zwycięzca w kategorii „zespół roku” – według plebiscytu magazynu Zarzewie[81]
- 1987 – Zwycięzca w kategorii „zespół roku” – według plebiscytu magazynu muzycznego Non Stop[81]
- 2007 – Tablica w Alei Gwiazd w Opolu[284]
- 2016 – Bursztynowy Słowik – za całokształt twórczości artystycznej[285]
- 2018 – Nagroda Top of the Top Sopot Festival – z okazji jubileuszu wydania pierwszej płyty zespołu Lady Pank[286]
- 2024 – Nagroda SuperJedynki – w ramach 61. KFPP w Opolu, za całokształt twórczości[287]

## Nominacje
| Rok  | Gala                   | Kategoria / tytuł         | Nominowany obiekt / podmiot | Rezultat  |
| ---- | ---------------------- | ------------------------- | --------------------------- | --------- |
| 2005 | Fryderyki '04          | „piosenka/utwór roku”     | „Stacja Warszawa” (utwór)   | Nominacja |
| 2005 | Eska Music Awards 2005 | „zespół roku – Polska”    | Lady Pank (zespół)          | Nominacja |
| 2007 | Złote Dzioby 2007      | „przebój roku”            | „Strach się bać” (utwór)    | Nominacja |
| 2008 | SuperJedynki 2008      | „płyta roku”              | Strach się bać (album)      | Nominacja |
| 2008 | SuperJedynki 2008      | „przebój roku”            | „Dobra konstelacja” (utwór) | Nominacja |
| 2008 | SuperJedynki 2008      | „zespół roku”             | Lady Pank (zespół)          | Nominacja |
| 2024 | SuperJedynki 2024      | za całokształt twórczości | Lady Pank (zespół)          | Laur      |